# Джавед, Мухаммад
Мухаммад Джавед (урду محمد جاوید‎, англ. Muhammad Javed, 14 августа 1982) — пакистанский хоккеист (хоккей на траве), полузащитник. Участник летних Олимпийских игр 2008 года.

## Биография
Мухаммад Джавед родился 14 августа 1982 года.
Играл в хоккей на траве за «Зульфикар» и ССГ из Карачи.
В 2008 году вошёл в состав сборной Пакистана по хоккею на траве на летних Олимпийских играх в Пекине, занявшей 8-е место. Играл на позиции полузащитника, провёл 6 матчей, забил 1 мяч в ворота сборной ЮАР).
В 2010 году участвовал в хоккейном турнире Игр Содружества в Дели, где пакистанцы заняли 6-е место.